# Naveta von Biniac (West)
Die westliche Naveta von Biniac (katalanisch Naveta de Biniac Occidental) ist ein prähistorischer Grabbau in der Gemeinde Alaior auf der Baleareninsel Menorca.

## Lage
Die Naveta steht im Nordwesten der Ortschaft l’Argentina, nur etwa 100 m von der Inselhauptstraße Me-1 entfernt. Von den insgesamt zehn Bauwerken dieser Art zwischen Alaior und Maó ist sie die nördlichste. Ihr am nächsten gelegen sind die Naveta von Llumena Fasser 350 m westlich und die östliche Naveta von Biniac etwa 700 m südöstlich. Die bekannten Navetas von Rafal Rubí liegen fast zwei Kilometer südöstlich. An der jederzeit frei zugänglichen archäologischen Fundstätte steht eine Informationstafel des Inselrates von Menorca (Consell Insular de Menorca).

## Beschreibung

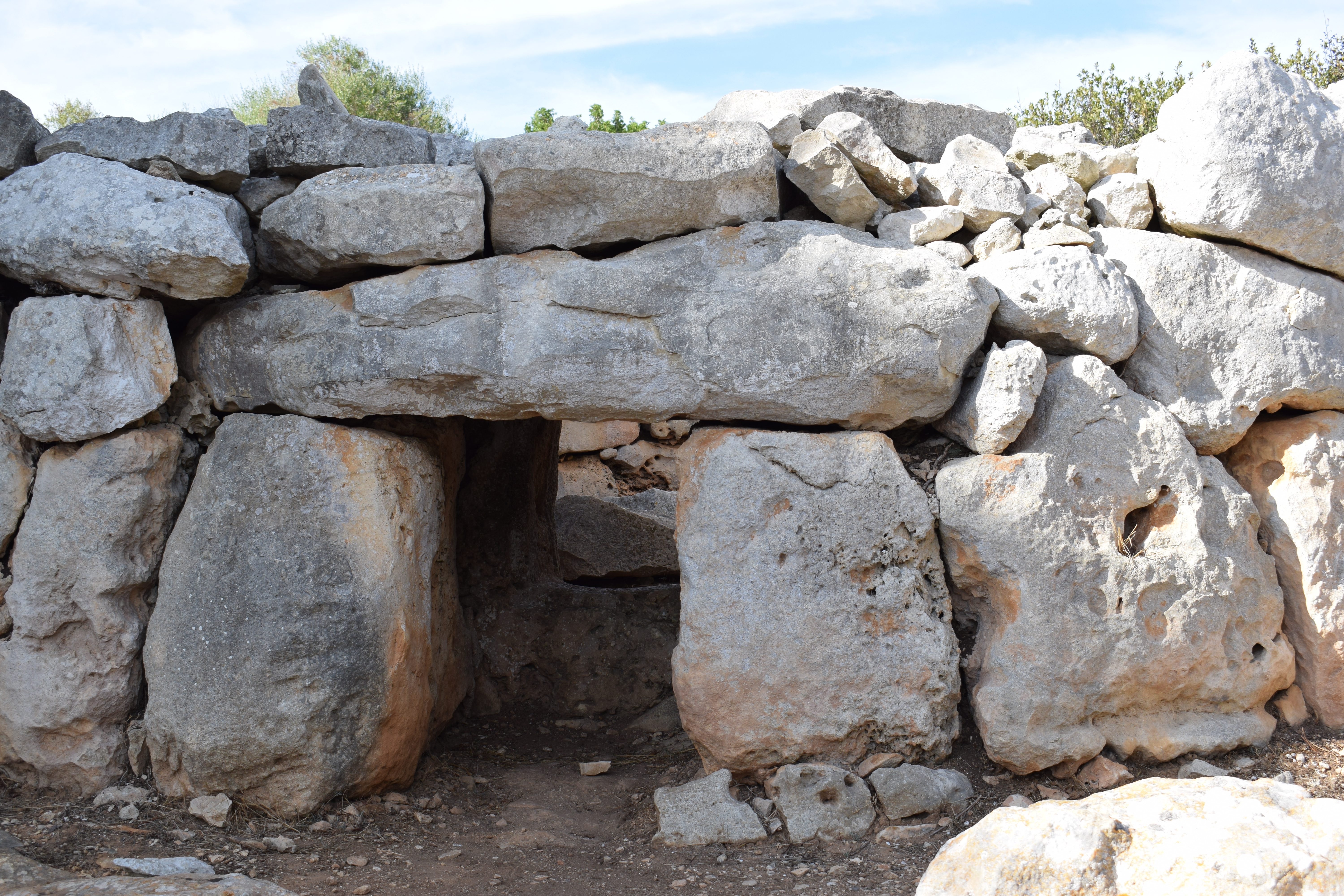
Zugang zum Korridor

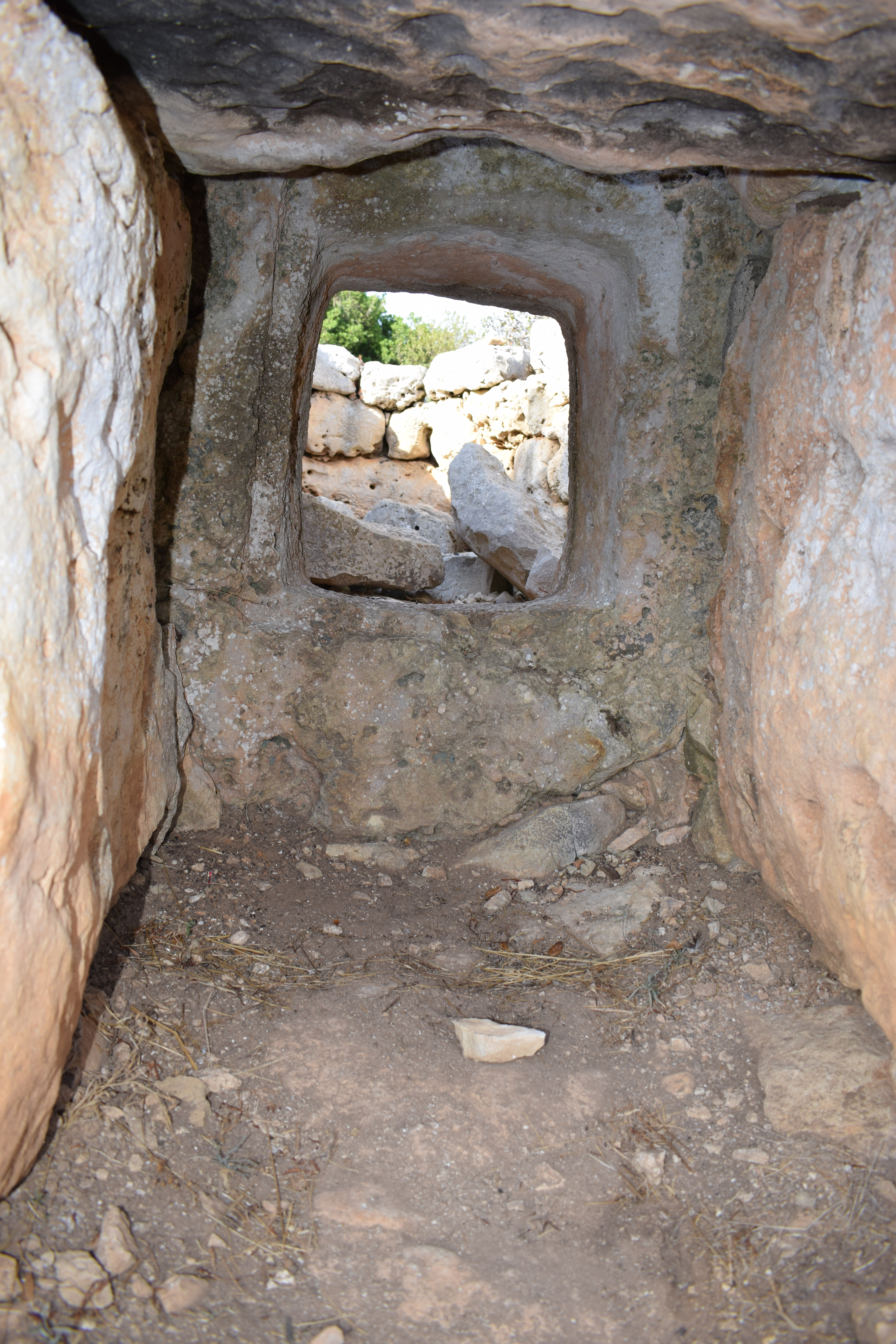
Zugang zur Grabkammer

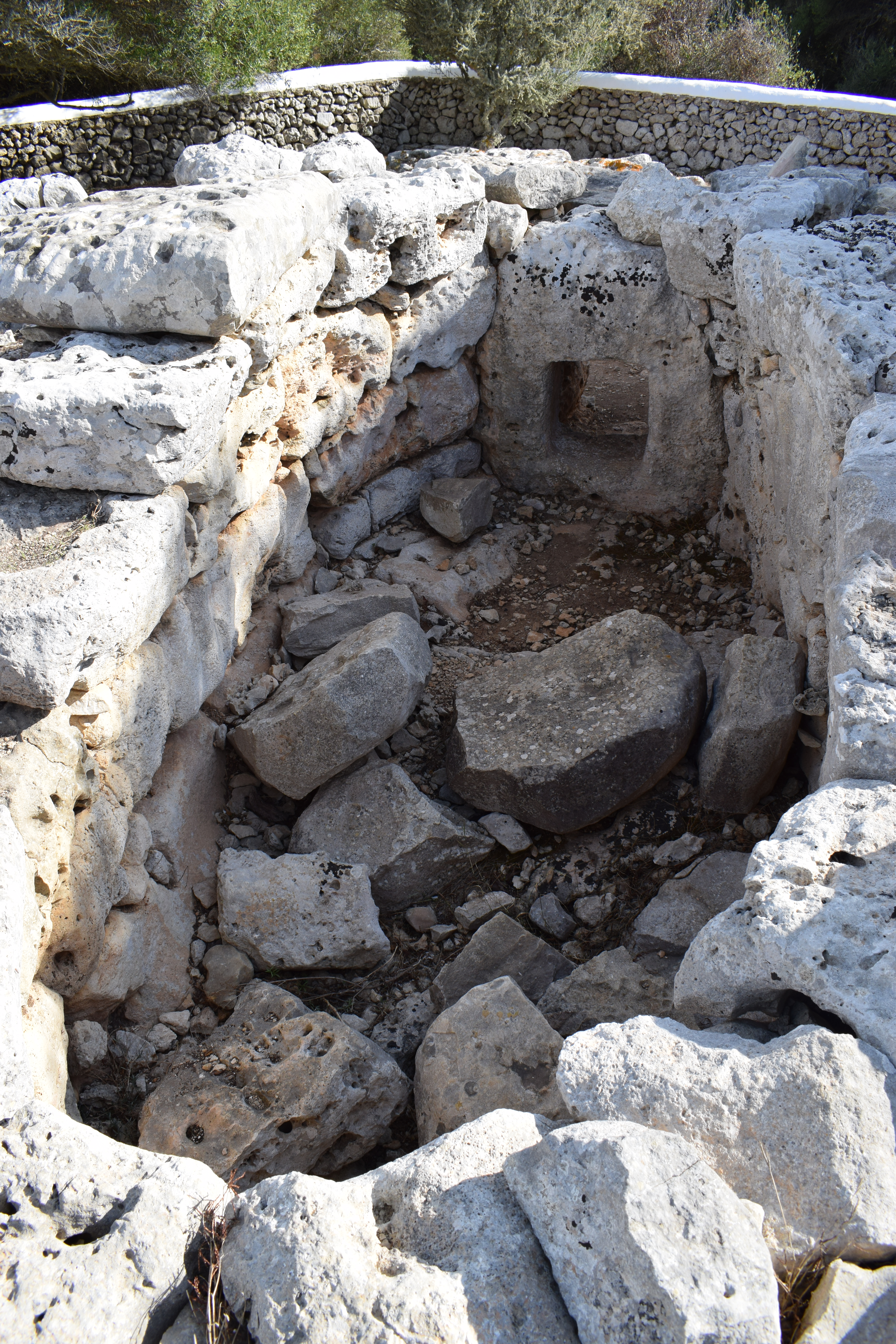
Blick in die Grabkammer

Die westliche Naveta von Biniac besitzt einen fast kreisförmigen Grundriss und ursprünglich eine halbkugelförmige Gestalt. Ihr Durchmesser beträgt etwa acht Meter. Die Naveta ist aus großen Steinen in Zyklopenbauweise errichtet worden, erhalten sind aber nur die unteren drei Steinreihen. Der nach Süden gerichtete Eingang führt in einen schmalen, nur 80 cm hohen und 1,70 m langen Korridor, dessen Deckplatte erhalten ist. Das Ende des Gangs wird von einem perforierten Monolithen gebildet, durch dessen rechteckige 53 cm mal 60 cm große Öffnung man in die Grabkammer gelangt. Eine Aussparung rund um die Öffnung deutet darauf hin, dass diese mit einer Steinplatte oder hölzernen Tür verschlossen wurde. Die länglich-ovale Grabkammer ist 4,45 m lang und in der Mitte bis zu 2,10 m breit.
Navetas sind megalithische Grabbauten, die nur auf Menorca vorkommen. Sie sind typische Bauwerke der Bronzezeit, wurden aber noch am Beginn der Eisenzeit genutzt. Namensgebend war, dass ihre Gestalt oft – wie in Rafal Rubí – an den Rumpf eines umgekippten Schiffs (katalanisch Nau) erinnert. Jede Naveta diente einem Familienverband als kollektive Grabstätte. Die Toten wurden in der Grabkammer abgelegt, ohne sie mit Erde zu bedecken.

## Grabungsgeschichte
Die Naveta wurde 1915 von Antonio Vives Escudero (1859–1925) und J. Flaquer Fabregues, einem Notar aus Alaior, entdeckt und ausgegraben. Olivenbäume hatten mit ihren Wurzeln den oberen Teil des Bauwerks zerstört. Die Ergebnisse dieser Grabung wurden nicht veröffentlicht, es ist aber bekannt, dass man Knochen von mindestens 40 Menschen fand. An Grabbeigaben wurden Armbänder und Bronzenadeln, eine knöcherne Ahle sowie ein Eisenring gefunden. Dazu kamen verschiedene Keramikgefäße, die möglicherweise Opfergaben enthalten hatten.
1975 entschloss sich das Museu de Menorca zu einer erneuten Grabung. Lluís Plantalamor Massanet (* 1949) fand in der Kammer immer noch eine große Anzahl menschlicher Knochen. Zu den Funden gehörten auch verschiedene Knöpfe aus Knochen, die zur Kleidung der Verstorbenen gehört hatten, eine Knochennadel und Keramikscherben. Mittels Radiokarbonanalyse wurde ein menschlicher Knochen auf die Zeit zwischen 930 und 814 v. Chr. datiert.

## Denkmalschutz
Die Naveta ist heute beim spanischen Kulturministerium unter der Nummern RI-51-0003123 als archäologisches Monument (Monument arqueològic) registriert. Sie gehört zu den 32 archäologischen Stätten, die Spanien am 14. Januar 2016 als „Talayotische Kultur Menorcas“ offiziell für eine Aufnahme in die UNESCO-Liste des Welterbes vorschlug. Das Welterbekomitee stellte den Antrag auf seiner 41. Sitzung im Juli 2017 zurück und forderte Nachbesserungen. Zu den 24 Stätten die 2023 als „Talayotisches Menorca“ Weltkulturerbe wurden, gehört die Naveta nicht.

## Abmessungen
Quelle: Gornés (2016)
- Länge außen: 8,10 m
- Breite außen: 8,15 m
- Höhe außen: ca. 2 m
- Gesamtfläche: 51,64 m²
- Länge des Korridors: 1,70 m
- Breite des Korridors: 0,80 m
- Höhe des Korridors: 0,80 m
- Fläche des Korridors: 1,00 m²
- Länge der Kammer: 4,45 m
- Breite der Kammer: 2,10 m
- mittlere Höhe der Kammer: 1,80 m
- Fläche der Kammer: 8,05 m²